# Estadio Municipal de Juan Fernández
El Estadio Municipal de Juan Fernández es un recinto deportivo chileno, ubicado en la isla Robinson Crusoe, que forma parte del archipiélago Juan Fernández. Es utilizado por la selección de fútbol de las Islas Juan Fernández (en calidad de local) y administrado por la Municipalidad de la comuna homónima, cuenta con capacidad para 350 espectadores y su cancha está compuesta por pasto sintético (instalado por la empresa Sportwelt).
Su evento más destacado tuvo a lugar el 27 de abril de 2024, a las 12:30 horas (hora chilena), con ocasión del partido inaugural de la Copa Chile de ese año, donde la selección de las islas Juan Fernández (que no es un equipo federado), dirigida por el entrenador chileno Jorge Garcés, se enfrentó a Santiago Wanderers, de Valparaíso (y que milita en la Primera B), encuentro que finalizó con un marcador de 1-2, en favor de este último, pasando así a cuartos de final de la Zona Centro Norte. Fue transmitido a todo el país a través del canal de pago TNT Sports, siendo el primer y, hasta la fecha, único partido de esa selección transmitido por televisión.